# Tống Tổ Nhi
Tống Tổ Nhi (Tiếng Trung: 宋祖儿, bính âm: Sòng zǔ'er) là một diễn viên điện ảnh và truyền hình Trung Quốc, tốt nghiệp Học viện Điện ảnh Bắc Kinh. Cô nổi tiếng với vai diễn Na Tra trong bộ phim Bảo Liên Đăng tiền truyện khi còn bé.

## Sự nghiệp
Năm 2005 (7 tuổi), Tống Tổ Nhi đóng vai chính trong bộ phim "Biển rộng trời cao", đây là bộ phim đầu tiên với vai nhí của cô và đánh dấu bắt đầu sự nghiệp diễn xuất của mình. Tống Tổ Nhi tiếp tục đóng vai nhí trong nhiều bộ phim truyền hình và điện ảnh khác nhau như "Bạn là thiên thần", "Điều bí ẩn ở cá nhiệt đới",... Đặc biệt ấn tượng với vai Na Tra trong bộ phim "Bảo Liên Đăng tiền truyện" vào năm 2009.
Ngày 18 tháng ba năm 2016, cô tham gia bộ phim điện ảnh "Kế hoạch đại náo Los Angeles" cùng với các diễn viên Dương Tử, Ngô Đại Duy, Hạ Vũ.
Ngày 1 tháng 4 năm 2017, tham gia bộ phim điện ảnh hài hước "Hữu hoàn một hoàn", sau đó Tống Tổ Nhi tham gia chương trình thực tế "Hoa Tỷ Đệ 3" của Hồ Nam TV. Vào ngày 9 tháng 7, tham gia phim truyền hình "Thời đại niên thiếu của chúng ta" được công chiếu trên Hồ Nam TV. Vào 02 tháng 11, tham gia bộ phim truyền hình cổ trang "Cửu Châu Phiêu Miễu Lục" cùng với diễn viên Hứa Tình và Lưu Hạo Nhiên.
Ngày 14 tháng 8 năm 2018, bộ phim cổ trang "Dạ Thiên Tử" do cô đóng vai chính đã được phát sóng độc quyền trên Tencent Video. Vào ngày 10 tháng 9, cô đóng vai chính trong bộ phim truyền hình "Thiệt hại" được phát sóng.
Ngày 12 tháng 1 năm 2019, giành được "Giải thưởng Nữ diễn viên nổi tiếng hàng năm" của Liên hoan phim và truyền hình Kim Cốt Đóa lần thứ 3. Trong cùng năm, đóng vai chính trong bộ phim thần thoại cổ trang "Thượng Cổ Mật Ước". Tháng 11, tham gia chương trình thực tế "Chase Me" của Chiết Giang TV.
Vào tháng 5 năm 2020, tham gia bộ phim "Thịnh trang" cùng với Tống Giai, Trần Hách, Viên Vịnh Nghi. Vào tháng 6, tham gia bộ phim truyền hình "Tiết tập đọc" cùng với Hầu Minh Hạo. Tháng 9, tham bộ phim truyền hình Những đứa con nhà họ Kiều cùng Bạch Vũ, Mao Hiểu Đồng.
Năm 2021, bộ phim "Cùng em bay lượn theo gió" do cô cùng Vương An Vũ đóng chính được phát sóng.

## Danh sách phim
Phim truyền hình
| Năm  | Tựa đề                              | Tựa đề tiếng Trung | Vai                           | Bạn diễn                                           | Ghi chú   |
| ---- | ----------------------------------- | ------------------ | ----------------------------- | -------------------------------------------------- | --------- |
| 2005 | Biển rộng trời cao                  | 海阔天高           | Đồng Dao                      |                                                    | Vai nhí   |
| 2005 | Mật lệnh 1949                       | 密令 1949          | Nhị Ni Tử                     |                                                    | Vai nhí   |
| 2005 | Thanh Thành Luyến                   | 青城之恋           | Triệu Vũ Dương (thời thơ ấu)  | Kiều Chấn Vũ, Trình Giai                           | Vai nhí   |
| 2008 | Điều bí ẩn ở cá nhiệt đới           | 热带鱼之谜         |                               |                                                    | Vai nhí   |
| 2009 | Bảo Liên Đăng tiền truyện           | 宝莲灯前传         | Na Tra                        | Tiêu Ân Tuấn, Lưu Hiểu Khanh, Lâm Tương Bình       | Vai nhí   |
| 2009 | Vô Lượng Thiên                      | 无量天             | Lâm Nhược Tuyết (thời thơ ấu) | Thư Sướng, Lưu Hi Viện, Lý Quan Khiết              | Vai nhí   |
| 2017 | Thời đại niên thiếu của chúng ta    | 我们的少年时代     | Cát Uyển                      | Vương Tuấn Khải, Vương Nguyên, Dịch Dương Thiên Tỉ | Vai phụ   |
| 2017 | Cửu Châu Phiêu Miễu Lục             | 九州缥缈录         | Vũ Nhiên                      | Lưu Hạo Nhiên, Trần Nhược Hiên, Hứa Tình           | Vai chính |
| 2018 | Dạ Thiên Tử                         | 夜天子             | Hạ Oánh Oánh                  | Từ Hải Kiều, Vương Tử Đồng, Phì Long               | Vai chính |
| 2018 | Thiệt hại                           | 舌害               | Trạch Nhất Đào                | Từ Chính Hy, Liễu Tiểu Hải, Tống Hải Giáp          | Vai chính |
| 2019 | Thượng Cổ Mật Ước                   | 上古密约           | Bách Lý Hồng Tập              | Ngô Lỗi, Vương Tuấn Khải                           | Vai chính |
| 2019 | Vị Giác Tình Yêu                    | Cupid's Kitchen    | Khả Tụng                      | Nguyễn Kinh Thiên, Uông Trác Thành                 | Vai chính |
| 2021 | Những đứa con nhà họ Kiều           | 乔家的儿女         | Kiều Tứ Mỹ                    | Bạch Vũ, Mao Hiểu Đồng                             | Vai chính |
| 2021 | Cùng em bay lượn theo gió           | 陪你逐风飞翔       | Thẩm Tranh Nhất               | Từ Dương, Lý Hạo Phi, Vương An Vũ                  | Vai chính |
| 2021 | Thịnh Trang                         | 盛装               | Lý Na                         | Tống Giai, Trần Hách, Viên Vịnh Nghi               | Vai phụ   |
| 2022 | Tiết tập đọc                        | 阅读课             | Ngô Gia Thọ                   | Hầu Minh Hạo                                       | Vai chính |
| 2022 | Không thèm yêu đương với sếp        | 才不要和老板谈恋爱 | Tiền Duy                      | Hoàng Tử Thao                                      | Vai chính |
| 2025 | Vô Ưu Độ                            |                    | Bán Hạ                        | Nhậm Gia Luân                                      | Vai chính |
| 2025 | Khom Lưng / Chiết Yêu               | 折腰               | Tiểu Kiều                     | Lưu Vũ Ninh                                        | Vai chính |
| 2025 | Chế Tạo Gian Nan/Thời Đại Tôi Luyện | 淬火年代           | Thôi Băng Băng                | Trương Tân Thành                                   | Vai chính |

### Phim điện ảnh
| Năm  | Tựa đề                       | Tựa đề tiếng Trung | Vai         | Bạn diễn                     | Ghi chú   |
| ---- | ---------------------------- | ------------------ | ----------- | ---------------------------- | --------- |
| 2006 | Bạn là Thiên Thần            | 你是天使           | Tiểu Hoa    |                              | vai chính |
| 2016 | Kế hoạch đại náo Los Angeles | 洛杉矶捣蛋计划     | Cao Khả Khả | Dương Tử, Ngô Đại Duy, Hạ Vũ | vai chính |
| 2017 | Hữu hoàn một hoàn            | 有完没完           | Young girl  |                              | vai phụ   |

## Chương trình tạp kỹ
| Thời gian  | Tên chương Trình         | Tựa đề tiếng Trung | Kênh               | Ghi chú              |
| ---------- | ------------------------ | ------------------ | ------------------ | -------------------- |
| 7-4-2017   | Ngày ngày tiến lên       | 天天向上           | Hồ Nam TV          |                      |
| 23-4-2017  | Hoa Tỷ Đệ 3              | 花儿与少年第三季   | Hồ Nam TV          | MC thường trú        |
| 29-4-2017  | Happy Camp               | 快乐大本营         | Hồ Nam TV          | quảng bá Hoa Tỷ Đệ 3 |
| 20-4-2018  | Keep Running             | 奔跑吧             | Chiết Giang TV     | khách mời            |
| 27-4-2018  | Keep Running             | 奔跑吧             | Chiết Giang TV     | khách mời            |
| 30-4-2019  | Forget Me Not Cafe mùa 1 | 忘不了餐厅第一季   | Tencent Video      |                      |
| 8-11-2019  | Keep Running             | 奔跑吧             | Chiết Giang TV     | Khách mời            |
| 15-11-2019 | Làm mới Cố Cung mùa 2    | 上新了·故宫第二季  | IQIYI, Bắc Kinh TV |                      |
| 7-3-2020   | Happy Camp               | 快乐大本营         | Hồ Nam TV          |                      |
| 7-7-2020   | Forget Me Not Cafe mùa 2 | 忘不了餐厅第二季   | Tencent Video      |                      |

## Giải thưởng
| Năm  | Lễ trao giải                                                                 | Giải thưởng                                      | Kết quả   |
| ---- | ---------------------------------------------------------------------------- | ------------------------------------------------ | --------- |
| 2017 | Weibo Fan Festival                                                           | Xếp hạng Powerstar Nghệ sĩ mới                   | Đoạt giải |
| 2017 | Tencent Video Star Awards lần 11                                             | Giải thưởng Ngôi sao mới                         | Đoạt giải |
| 2018 | Đêm thời trang L'Officiel                                                    | Giải thưởng ảnh hưởng                            | Đoạt giải |
| 2018 | Lễ trao giải Diễn viên chất lượng thường niên lần thứ 15 của MAHB            | Giải thưởng Diễn viên Chất lượng                 | Đoạt giải |
| 2019 | Lễ công bố dữ liệu vàng về giải trí Trung Quốc                               | Nghệ sĩ có giá trị thương mại nhất               | Đoạt giải |
| 2019 | Liên hoan phim và truyền hình mạng Kim Cốt Đóa lần 3                         | Nữ diễn viên nổi tiếng hàng năm                  | Đoạt giải |
| 2019 | Lễ trao giải Diễn viên Trung Quốc lần thứ 6                                  | Nữ diễn viên xuất sắc nhất                       | Đề cử     |
| 2019 | Giải thưởng Hoa Đỉnh lần thứ 26                                              | Nữ diễn viên chính xuất sắc nhất (Phim cổ trang) | Đoạt giải |
| 2019 | Liên hoan phim và truyền hình mạng Kim Cốt Đóa lần thứ tư                    | Nữ diễn viên xuất sắc nhất                       | Đề cử     |
| 2019 | Lễ trao giải Người đẹp Thời trang COSMO                                      | Nhân vật của năm (Tình yêu)                      | Đoạt giải |
| 2019 | Giải thưởng thời trang lựa chọn iFeng                                        | Hình xu hướng của năm                            | Đoạt giải |
| 2019 | Giải thưởng thời trang Sohu                                                  | Sao nữ có ảnh hưởng                              | Đoạt giải |
| 2019 | Lễ trao giải "Diễn viên truyền hình của năm" thường niên lần thứ 16 của MAHB | Nữ diễn viên truyền hình của năm                 | Đoạt giải |
| 2019 | Tencent Video All Star Awards                                                | Nghệ sĩ trẻ của năm                              | Đoạt giải |
| 2019 | Tencent Sách Trắng                                                           | Nữ diễn viên truyền hình tiềm năng nhất          | Đoạt giải |
| 2020 | Lễ trao giải Weibo                                                           | Nghệ sĩ đột phá của năm                          | Đoạt giải |
| 2020 | Lễ trao giải Diễn viên Trung Quốc lần thứ 7                                  | Nữ diễn viên chính xuất sắc nhất                 | Đề cử     |